# Dombeya dichotoma
Dombeya dichotoma är en malvaväxtart som beskrevs av Bénédict Pierre Georges Hochreutiner. Dombeya dichotoma ingår i släktet Dombeya och familjen malvaväxter. Inga underarter finns listade i Catalogue of Life.